# Van Dyke Parks
Van Dyke Parks (Hattiesburg, Misisippi; 3 de enero de 1941) es un músico, compositor, arreglista y letrista estadounidense.

## Biografía
Van Dyke Parks nació el 3 de enero de 1941 en Hattiesburg, Misisipi. Durante su niñez estudió clarinete, piano y cantó en la American School Boychoir en Princeton, Nueva Jersey. Empezó su carrera profesional trabajando como actor infantil para cine y televisión. A principios de los 60s se graduó en música en el Carnegie Insititute of Technology. Posteriormente se trasladaría a Los Ángeles, donde trabajaría con diferentes artistas, como The Byrds, Judy Collins, Paul Revere & the Raiders, o Harpers Bizarre.
En 1964 MGM Records lo contrató, y lanzó "Come to the Sunshine", pero sin éxito. Siendo músico de sesión, tocó para Sonny & Cher, como también para Paul Revere & the Raiders, del productor Terry Melcher.

### SMiLE
Fue contratado por Brian Wilson como letrista de su futuro álbum SMiLE. Se llegaron a grabar varios fragmentos de canciones cada vez más extensos, tanto instrumentales como vocales, que Wilson iba fusionando de varias maneras y versiones, volviéndose cada vez más extrañas y experimentales. En la autobiografía de Wilson, dice que sus primeras impresiones de Parks fueron: "es un niño flaco con una singular perspectiva" y  "tiene una afición por las anfetaminas". 
Brian Wilson intentó convencer a Parks para reescribir la letra de "Good Vibrations", pero Parks dijo: "No tiene sentido meterse en el problema de otro". Muchos miembros de The Beach Boys se opusieron a las nuevas letras, particularmente Mike Love.

### Proyectos posteriores
Después de que Brian Wilson abandonase el proyecto SMiLE, Parks fue atraído por el sello Warner Bros. En 1967 completó su primer álbum en solitario, Song Cycle, que incluía composiciones propias así como versiones. Cinco años más tarde editó Discover America, un homenaje a las islas de Trinidad y Tobago, y a la música calypso. Posteriormente continuaría colaborando con otros músicos, como la banda japonesa Happy End o con The Beach Boys, en canciones como “A Day in the Life of a Tree” o “Sail On, Sailor”.
En septiembre de 1970 se convirtió en el director del departamento de audiovisuales de Warner Bros Records.
En la década de 1970, Parks grabó dos álbumes y colaboró en trabajos de otros artistas, además comenzó a trabajar en bandas sonoras. En 1984 volvió con su álbum Jump!, además volvió a colaborar con The Beach Boys en la canción “Kokomo” del álbum Still Crusing. A finales de la década editó el álbum Tokyo Rose, un trabajo conceptual alrededor de la historia común entre Japón y Estados Unidos.
En la década de los 90s volvió a colaborar con Brian Wilson, trabajando en la composición de casi todas las canciones del álbum Orange Crate Art. En 1998 editó un álbum en vivo, Moonlighting: Live at the Ash Grove. 
Tras colaborar con otros artistas, ayudó a Brian Wilson a dar a conocer su regrabación del álbum Smile (el cual originalmente grabó con The Beach Boys en los años 1960), con el sello Nonesuch en 2004. Años más tarde, en 2008, Parks contribuyo con sus letras en otro proyecto de Brian Wilson, That Lucky Old Sun.
Parks ha producido, arreglado, o tocado algún instrumento en álbumes de artistas como Tim Buckley, Delaney Bramlett, U2, Randy Newman, Harry Nilsson, The Byrds, Cher, Rufus Wainwright, Sam Phillips, Ringo Starr, Frank Black, The Beau Brummels, The Manhattan Transfer, Keith Moon, Sixpence None the Richer, Carly Simon, Little Feat, T-Bone Burnett, Silverchair y Stan Ridgway.